# Asahi Shimbun

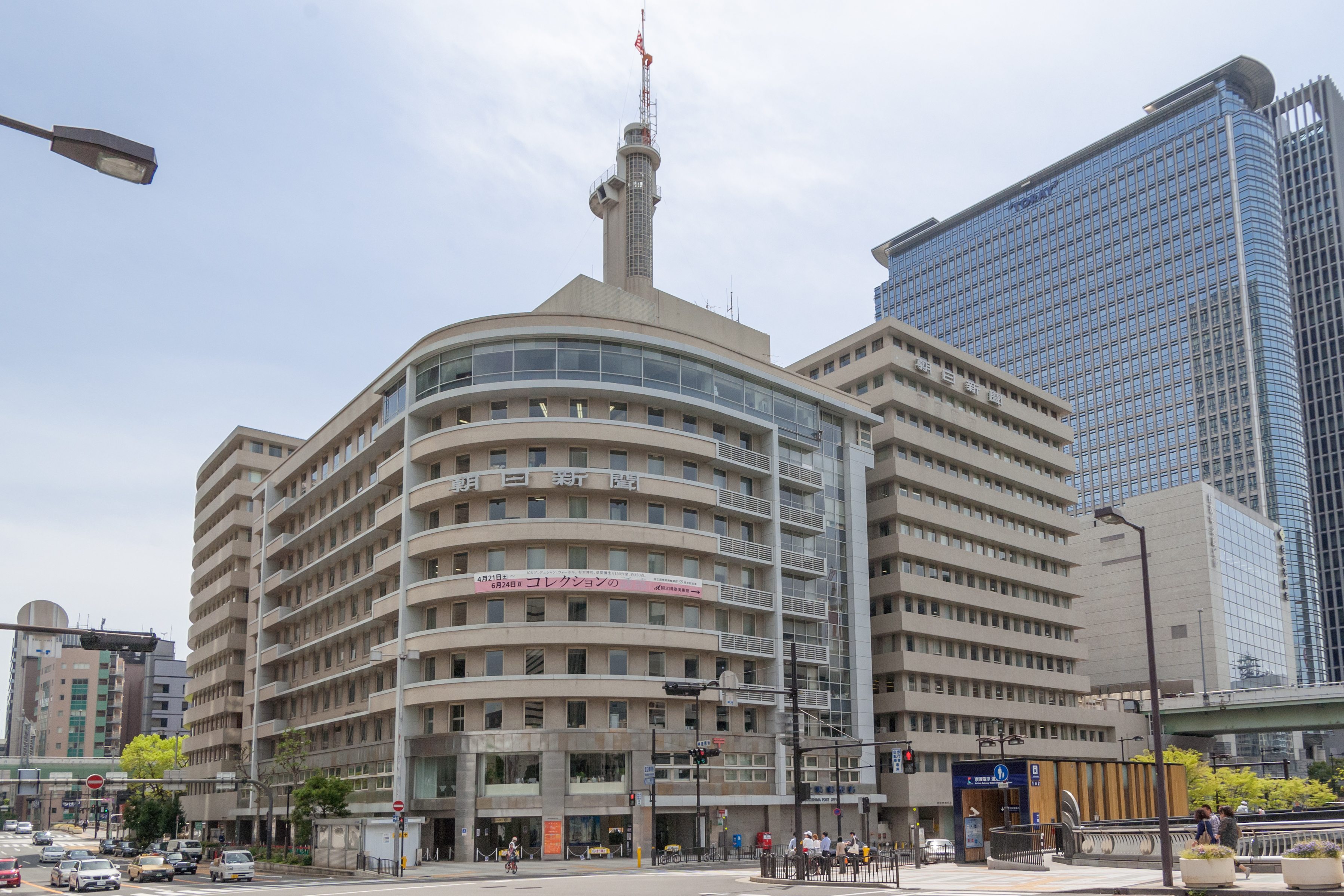
Oficines de Asahi Shimbun Publishing Co. a Osaka, Japó

L'Asahi Shimbun (en japonès 朝日新聞, "Diari matinal del diumenge") és un dels diaris de major tirada del Japó, segon en circulació (al voltant de 8.200.000 exemplars diaris el 2005) darrere del Yomiuri Shimbun.
El diari s'autodefineix ideològicament com "liberal i de nova esquerra", en contraposició a altres corrents ideològics exposats per competidors com el Yomiuri Shimbun (centre-conservador), Sankei Shimbun (conservador de dreta) i Mainichi Shimbun (centreesquerra "tradicional"). No obstant això, l'esquerra tradicional japonesa acusa sovint al diari de conservador, mentre que els conservadors l'acusen de ser d'esquerra, o fins i tot és acusat de donar suport al Partit Comunista del Japó i ser comunista per sectors de la dreta. El seu suport a les postures d'acostament amb la Xina fan que el diari sigui considerat com a "anti-americà i pro-xinès" per la premsa nord-americana, malgrat que el diari critica sovint els règims comunistes de la Xina i Corea del Nord.
Pacifista des del final de la Segona Guerra Mundial, la publicació compta amb 3.000 periodistes, inclosos els corresponsals a l'estranger. El diari té una aliança amb el diari International Herald Tribune i publica l'International Herald Tribune/Asahi Shimbun com la seva versió en anglès que va reemplaçar l'anterior versió en anglès titulada Asahi Evening News. A més té una altra aliança amb el diari oficial de la República Popular de la Xina 人民日报 (Rénmín Ribao, Diari del Poble). La columna Tensei Jingo (天声人語, "La veu divina és el llenguatge del poble", en referència a la Locució llatina Vox populi, vox dei, "Veu del poble, veu de Déu") es publica diàriament des del 1904, tractant notícies i temàtiques socials recents. La columna també està disponible com a butlletí electrònic (newsletter).

## Cronologia
- 25 de gener de 1879, publica la seva primera edició a Osaka amb un tiratge de 3.000 exemplars.
- 1883, es transforma en el diari de major circulació del Japó, amb més de 21.000 exemplars diaris.
- 10 de juliol de 1888, compra el diari de Tòquio Mezamashi Shimbun (めざまし新聞, Mezamashi shinbun) i estén la seva presència a Tòquio llançant l'"Asahi Shimbun de Tòquio" (東京朝日新聞, Tōkyō asahi shinbun).
- 1889, canvia el nom de la publicació d'Osaka a "Asahi Shimbun d'Osaka" (大阪朝日新聞, Ōsaka asahi shinbun)}.
- 1890, el Asahi Shimbun de Tòquio augmenta la seva capacitat de producció a 30.000 exemplars. El 2 de novembre, l'Asahi Shimbun d'Osaka i l'Asahi Shimbun de Tòquio són els primers a publicar la transcripció de la declaració de la nova constitució imperial.
- 1 de maig de 1904, es publica per primera vegada la columna Tensei Jingo (天声人語). El 30 de setembre imprimeix la seva primera fotografia, de les tropes japoneses al front de batalla a la Xina.
- 10 de gener de 1908, es fusionen corporativament l'Asahi Shimbun d'Osaka i l'Asahi Shimbun de Tòquio com a societat de responsabilitat limitada Asahi Shimbun (朝日新聞合資会社, Asahi shinbun goshigaisha).
- 17 de novembre de 1911, Shigeko Takenaka (竹中繁子) es transforma en la primera periodista de sexe femení a l'Asahi Shimbun.
- Agost de 1915, Comença la publicació de l'edició vespertina del Asahi Shimbun d'Osaka.
- 1918, L'Escàndol de l'arc iris blanc redueix el poder polític del diari.
- 9 de gener de 1923, les oficines de l'Asahi Shimbun de Tòquio són destruïdes pel Gran terratrèmol de Kanto. El mateix any publica la notícia falsa d'una rebel·lió coreana.
- 1924, sobrepassa el milió d'exemplars diaris.
- 1929, en commemoració dels seus 50 anys crea el Premi Asahi.
- 25 de novembre de 1935, comença la publicació del diari a l'oest amb les seves noves oficines creades el febrer a Nagoya, cobrint pràcticament tota la península del Japó amb la seva publicació.
- 10 d'abril de 1937, l'avió del Asahi Shimbun "Vent diví" (神風, Kamikaze) estableix el rècord mundial d'un vol entre l'est asiàtic i Europa amb un viatge de 94 hores, 17 minuts i 56 segons.
- 1 de setembre de 1940, s'unifiquen el nom de les publicacions com a l'Asahi Shimbun.
- 1 de gener de 1943, es prohibeix la publicació del Asahi Shimbun després de la publicació d'un assaig de Seigo Nakano (中野正剛) crític amb l'oficialisme.
- 5 de novembre de 1945, renuncia el president i tot el directori com a forma d'acceptació de les seves responsabilitats al tergiversar els principis ideològics del periòdic durant la Segona Guerra Mundial.
- 21 de novembre de 1947, el periòdic adopta el nou sistema de kana (新仮名使い, shin kanazukai).
- 1 d'octubre de 1951, es reprèn la publicació en format matinal i vespertí abandonada prèviament.
- 1950, publica una entrevista exclusiva amb el líder del Partit Comunista del Japó Takashi Ito (伊藤律, Itō Takashi) que fins al moment estava incògnit. Més tard es revela que va ser una fabricació del periodista.
- 1959, estableix les seves oficines a Hokkaido.
- 1 de gener de 1965, l'edició d'Any Nou ven 5,31 milions d'exemplars, batent la marca de 5 milions per primera vegada al Japó.
- 18 de novembre de 1979, l'Asahi Shimbun organitza la primera marató internacional femenina a Tòquio.
- 1980, trasllada les seves oficines de Tòquio de Chiyoda-ku (千代田区) a Chuo-ku (中央区, Chūō ku). Comença a utilitzar el sistema d'edició de pàgines computaritzat NELSON.
- Maig de 1987, és víctima una sèrie d'atacs terroristes a Tòquio, Nagoya i Shizuoka. L'"Esquadró de la venjança vermella" (赤報隊, Sekihōtai) s'adjudica l'autoria dels atacs. El nom de l'agrupació fa referència a la sang, no té relació amb el comunisme, i té origen en una agrupació amb el mateix nom de l'era Edo.
- Juny de 1988, finalitzada la instal·lació del sistema NELSON en les oficines d'Osaka, el procés d'edició es troba 100% computaritzat en totes les seves oficines.
- 1996, trasllada les seves oficines de l'oest del país des de Nagoya fins a Fukuoka.
- Març del 2003, reemplaça el "Suplement del Diumenge" publicat cada setmana des de 1956 pel suplement "B&E" (Bussiness&Entertainment anglès, Negocis i Entreteniment).